# Grava socken
Grava socken i Värmland ingick i Karlstads härad, ingår sedan 1971 i Karlstads kommun och motsvarar från 2016 Grava distrikt.
Socknens areal är 165,04 kvadratkilometer varav 153,06 land (innan utbrytningen av Forshaga köping). År 1933 fanns här 7 751 invånare. Tätorterna Forshaga, Skåre och Älvåker, som är en del av stadsdelen Råtorp i Karlstad samt sockenkyrkan Grava kyrka ligger i socknen.   

## Administrativ historik
Socknen har medeltida ursprung. 
Vid kommunreformen 1862 övergick socknens ansvar för de kyrkliga frågorna till Grava församling och för de borgerliga frågorna bildades Grava landskommun. Ur församlingen utbröts 1908 Forshaga församling och ur landskommunen utbröts 1944 Forshaga köping. Den kvarvarande landskommun uppgick 1971 i Karlstads kommun.
1 januari 2016 inrättades distriktet Grava, med samma omfattning som församlingen hade 1999/2000.  
Socknen har tillhört län, fögderier, tingslag och domsagor enligt vad som beskrivs i artikeln Karlstads härad. De indelta soldaterna tillhörde Närkes regemente, Alsters kompani och Värmlands regemente, Kils kompani.

## Geografi
Grava socken ligger norr om Karlstad kring Klarälven. Socknen har slättbygd väster om älven i söder och öster om älven i norr noch är i övrigt en skogsbygd.

## Fornlämningar
Från bronsåldern finns gravrösen. Från järnåldern finns gravfält och en fornborg.

## Namnet
Namnet skrevs 1359 Grawu och kommer från en gård vid kyrkan. Namnet kan komma från ett äldre namn på Gravån, Grava, 'gräva' med syftning på åns nedskurna lopp. Alternativt kan namnet innehålla grava, 'nedskärning' syftande på ett terrängavsnitt eller (fångst)grop.

## Befolkningsutveckling
| Befolkningsutvecklingen i Grava socken 1750–1990 | Befolkningsutvecklingen i Grava socken 1750–1990 | Befolkningsutvecklingen i Grava socken 1750–1990 | Befolkningsutvecklingen i Grava socken 1750–1990 | Befolkningsutvecklingen i Grava socken 1750–1990 |
| --- | ------------------------------------------------ | ------------------------------------------------ | ------------------------------------------------ | ------------------------------------------------ |
| |                                                  |                                                  |                                                  |                                                  |
| År |                                                  |                                                  | Folkmängd                                        |                                                  |
| 1750 | 1750                                             |                                                  | 1 592                                            |                                                  |
| 1760 | 1760                                             |                                                  | 1 634                                            |                                                  |
| 1769 | 1769                                             |                                                  | 1 786                                            |                                                  |
| 1780 | 1780                                             |                                                  | 1 679                                            |                                                  |
| 1790 | 1790                                             |                                                  | 1 822                                            |                                                  |
| 1800 | 1800                                             |                                                  | 2 009                                            |                                                  |
| 1810 | 1810                                             |                                                  | 2 163                                            |                                                  |
| 1820 | 1820                                             |                                                  | 2 357                                            |                                                  |
| 1830 | 1830                                             |                                                  | 2 722                                            |                                                  |
| 1840 | 1840                                             |                                                  | 3 210                                            |                                                  |
| 1850 | 1850                                             |                                                  | 3 893                                            |                                                  |
| 1860 | 1860                                             |                                                  | 4 078                                            |                                                  |
| 1870 | 1870                                             |                                                  | 4 709                                            |                                                  |
| 1880 | 1880                                             |                                                  | 5 233                                            |                                                  |
| 1890 | 1890                                             |                                                  | 5 779                                            |                                                  |
| 1900 | 1900                                             |                                                  | 6 556                                            |                                                  |
| 1910 | 1910                                             |                                                  | 7 758                                            |                                                  |
| 1920 | 1920                                             |                                                  | 7 455                                            |                                                  |
| 1930 | 1930                                             |                                                  | 7 691                                            |                                                  |
| 1940 | 1940                                             |                                                  | 6 578                                            |                                                  |
| 1950 | 1950                                             |                                                  | 7 060                                            |                                                  |
| 1960 | 1960                                             |                                                  | 7 487                                            |                                                  |
| 1970 | 1970                                             |                                                  | 8 620                                            |                                                  |
| 1980 | 1980                                             |                                                  | 13 158                                           |                                                  |
| 1990 | 1990                                             |                                                  | 13 914                                           |                                                  |
| Anm: Forshaga bröts ut som kapellförsamling 1908, blev eget pastorat 1919, köping 1944 och distrikt 2016. Tabellen inkluderar Forshaga under hela perioden. Källor: Umeå universitet - Tabellverket 1749-1859, Demografiska databasen, CEDAR, Umeå universitet. |                                                  |                                                  |                                                  |                                                  |